# The Red Light District
The Red Light District − piąty album amerykańskiego rapera Ludacrisa. Wydany 9 grudnia 2004 roku. Zatwierdzony jako podwójna platyna przez RIAA. Zadebiutował na pierwszym miejscu listy Billboard 200. Tytuł albumu oznacza miejsce, w którym prostytucja to normalna rzecz.

## Single
1. "Get Back" - pierwszy singiel wydany 9 listopada 2004. Zajął #13 na Billoard Hot 100.
2. "Blueberry Yum Yum" - Singiel promo wydany 7 grudnia 2004 jako digital download. Zajął #1 na Billboard hot 100.
3. "Number One Spot" - drugi singiel wydany 15 lutego 2005. Sample wykorzystano z utworu "Soul Bossa Nova" Quincy Jonesa. Zajął #19 na Billboard Hot 100. Remix nagrano z kanadyjskim raperem Kardinal Offishall.
4. "The Potion" - trzeci singiel z albumu wydany w 2005.
5. "Pimpin’ All Over The world" - czwarty singiel wydany 14 czerwca 2005. Gościnnie wystąpił Bobby Valentiono. #9 pozycja na Billboard 200

## Lista utworów
| #  | Tytuł | Producent(ci)                | Gościnnie               | Czas |
| -- | --- | ---------------------------- | ----------------------- | ---- |
| 1  | "Intro" | Timbaland                    |                         | 1:27 |
| 2  | "Number One Spot" | DJ Green Lantern             |                         | 4:34 |
| 3  | "Get Back" | The Medicine Man and Tic Toc |                         | 4:30 |
| 4  | "Put Your Money" | Icedrake                     | DMX                     | 4:13 |
| 5  | "Blueberry Yum Yum" | Organized Noize              | Sleepy Brown            | 3:55 |
| 6  | "Child of the Night" *Sample: Teena Marie – Portuguese Love                                                              | DK All Day                   | Nate Dogg               | 5:01 |
| 7  | "The Potion" | Timbaland                    |                         | 3:55 |
| 8  | "Pass Out" | Needlz                       |                         | 4:21 |
| 9  | "Skit" |                              |                         | 0:55 |
| 10 | "Spur of the Moment" | LT Moe                       | DJ Quik & Kimmi         | 4:15 |
| 11 | "Who Not Me" | Craig King                   | Small World & Dolla Boy | 4:56 |
| 12 | "Large Amounts" | Vudu                         |                         | 4:33 |
| 13 | "Pimpin’ All Over the World"                                                                                             | Polow Da Don & Donnie Scantz | Bobby Valentino         | 5:29 |
| 14 | "Two Miles an Hour" *Sample:Curtis Mayfield – Little Child Runnin' Wild, DJ Jazzy Jeff and the Fresh Prince – Summertime | DJ Toomp                     |                         | 4:45 |
| 15 | "Hopeless" | Heazy                        | Trick Daddy             | 5:05 |
| 16 | "Virgo" *Zawarte również na Street Disciple Nasa                                                                         | Salaam Remi                  | Nas & Doug E. Fresh     | 3:31 |
| 17 | "Get Back (Rock Version) UK bonus track"                                                                                 | Sum 41                       | Sum 41                  | 4:13 |

## Notowania
| Rok  | Notowanie     | Najwyższa pozycja |
| ---- | ------------- | ----------------- |
| 2004 | Billboard 200 | 1                 |